# Lennie Tristano
Leonard Joseph Tristano (Chicago, 19 marzo 1919 – New York, 18 novembre 1978) è stato un pianista e compositore statunitense.
Negli anni quaranta, mentre la scena newyorkese era dominata dal bebop, Tristano sviluppò parallelamente un suo stile estremamente personale e sofisticato. Una certa critica lo ha superficialmente associato al cool jazz, ma Tristano stesso ha sempre respinto questa categorizzazione. Più frequentemente si parla di Tristano come iniziatore del proprio stile, testimoniato da alcuni importanti epigoni (il più noto dei quali è certamente Lee Konitz).
Seppur ampiamente conosciuto e stimato tra i musicisti, Tristano non ha mai goduto di grande fama. La sua produzione discografica è esigua, e anche le sue apparizioni in concerto erano poco frequenti.

## Gli inizi
Lennie Tristano nasce nel 1919 a Chicago, da padre italiano e madre di origine italiana provenienti da Aversa, ed è il secondo di quattro fratelli. L’influenza spagnola, contratta dalla madre durante la gravidanza, gli causa nella sua prima infanzia un rallentamento nello sviluppo cerebrale e gravi problemi di vista, e nel tempo la malattia agli occhi peggiora gradualmente fino a renderlo completamente cieco verso l’età di nove anni. Tristano già a due o tre anni suona il piano, a cui successivamente affiancherà numerosi altri strumenti, tra cui il violoncello, il clarinetto e il sassofono tenore. Frequenta la Illinois School for the Blind di Jacksonville, in cui dimostra un precoce talento sia nella musica che nella matematica, e dopo le scuole superiori, spronato dal suo insegnante che ne intravede la predisposizione, si iscrive al conservatorio di Chicago, ma non porta a termine gli studi nonostante gli eccellenti risultati. A Chicago inizia la sua attività jazzistica: suona piano e sax tenore nei club, e crea un complesso dixieland per cui scrive e suona il clarinetto. In questa prima fase, il suo stile pianistico è influenzato soprattutto da Art Tatum. Altri riferimenti importanti sono: Lester Young, Charlie Parker, Roy Eldridge, Earl Hines, Bud Powell, Teddy Wilson.
Nel 1945 Tristano sposa la cantante Judy Moore e verso la metà degli anni '40 inizia a essere notato dalla critica e dai musicisti locali o provenienti da altri Stati per il suo stile sofisticato e personale; il contrabbassista Chubby Jackson, dell’orchestra di Woody Herman in trasferta a Chicago, rimane impressionato dal suo talento pianistico e lo convince a trasferirsi a New York.

## La carriera
L'interesse per il jazz lo porta a trasferirsi a New York, nella 52ª strada, dove grazie alla sua ottima padronanza dell'armonia raggiunge subito una buona reputazione come pianista. Il suo trio con il chitarrista Billy Bauer e il contrabbassista Arnold Fishkin mostra a tutti la sua originalità concettuale fondata su lunghe linee melodiche, intervalli inconsueti e sequenze di accordi suonati da entrambe le mani.

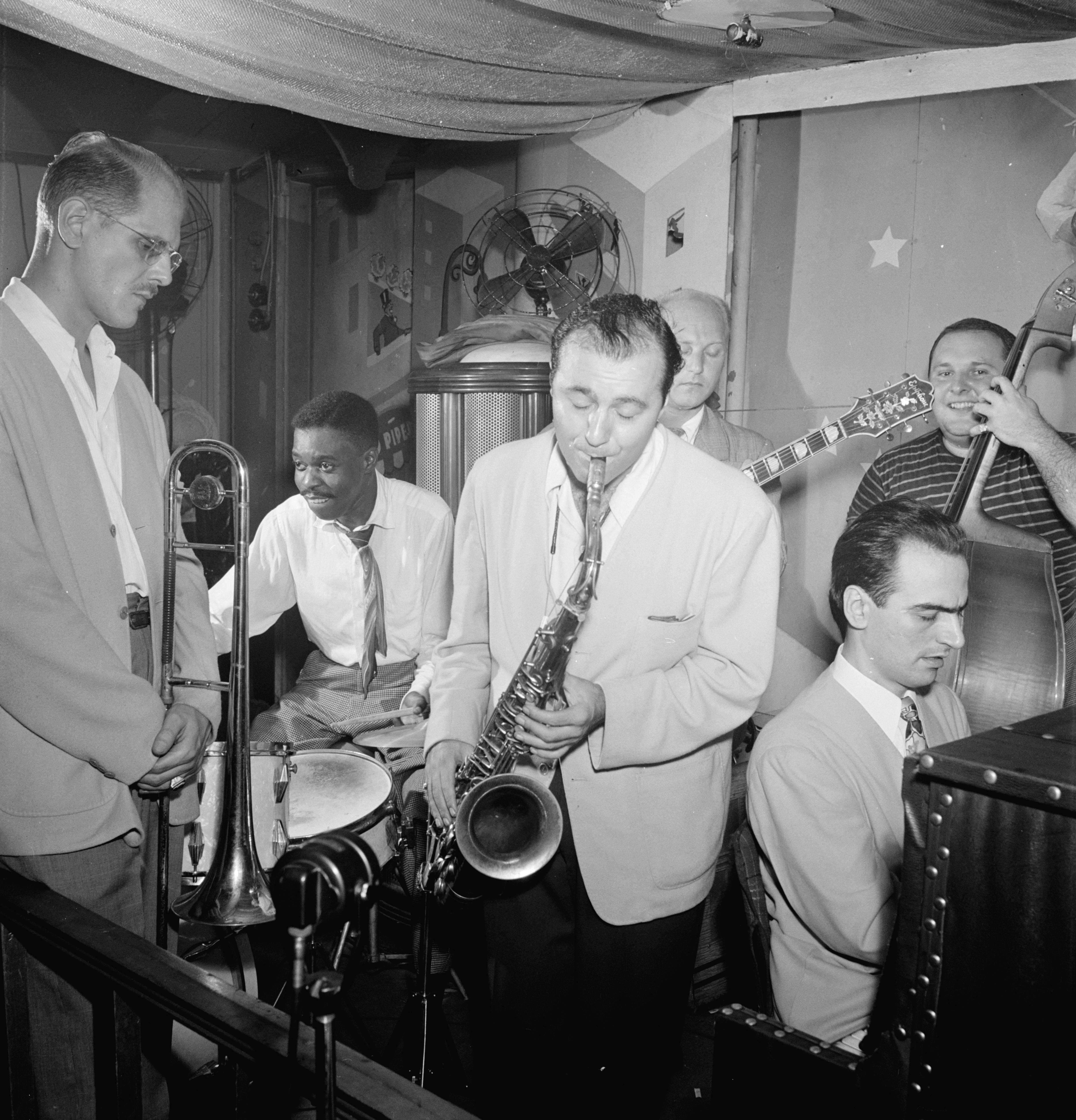
Una formazione all stars con Lennie Tristano al pianoforte, New York 1947

Tristano si presenta come musicista, oltre che come un ottimo pianista riuscendo ad imitare con «scandalosa efficienza», come dirà successivamente, la sontuosa tecnica di Art Tatum e registrando, nel maggio del 1949, in sestetto con i sassofonisti Lee Konitz e Warne Marsh alcune delle sue cose più belle: Wow, Crosscurrent, Sax of a kind, Marionette, Intuition, Digression, fino a Yesterdays. Due brani completamente improvvisati senza alcuna melodia, armonia o ritmo predefinito, Intuition e Digression sono spesso citati tra i primi esempi di free jazz e di improvvisazione libera.
Il disco Lennie Tristano del 1955 contiene una delle migliori improvvisazioni del jazz: Requiem. La storia vuole che, mentre si trovava in sala d'incisione, gli venisse annunciata la morte di Charlie Parker e che questo sia stato l'omaggio al grande jazzista.
Un'altra caratteristica in questo Lp è il brano Turkish Mambo dove, forse per la prima volta nel jazz, viene utilizzata la registrazione su più tracce rimixate in fase finale. Tristano lo ha sempre negato ma, ascoltando il pezzo, appare evidente che due mani, a suonarlo, non bastano.
Tra i dischi registrati da Tristano, il più importante è forse The New Tristano pubblicato dalla Atlantic Records nel 1962 e considerato come una delle migliori incisioni per piano solo nella storia del jazz.
Dalla metà degli anni cinquanta Tristano si concentra sulla formazione diventando probabilmente il primo a insegnare jazz in maniera strutturata.
Le composizioni di Tristano sono caratterizzate da strutture inconsuete, compreso l'utilizzo del contrappunto, una tecnica piuttosto rara nel jazz.
Tra i musicisti ispirati da Tristano si annoverano Lee Konitz, Warne Marsh, Charles Mingus, Connie Crothers, Sal Mosca, Herbie Hancock e Bill Evans.
Il 18 novembre 1989, ovvero esattamente a undici anni dalla sua morte, la città di Aversa, ad iniziativa del jazz club a lui intitolato e che ha sede, appunto, nella città di origine della sua famiglia, gli ha intitolato una strada, la prima in Italia dedicata ad un jazzista.
Joe Satriani fu uno studente di Lennie, e nel suo e-book Guitar Secret lo ricorda per i suoi efficaci metodi di insegnamento.

## Discografia parziale
- Intuition - (1946–52; Box 4 CD + Booklet 40 S.(en), compil. 2003 Proper/mcps)
- Live in New York - (1949; con Lee Konitz, Warne Marsh, Billy Bauer, compilation 2004 della Jazz Door)
- Crosscurrents, Capitol 1949 (pubblicato 1972)
- Descent into the Maelstrom, Inner City 1952
- Lennie Tristano, Atlantic 1956
- The New Tristano, Atlantic 1962